# Arredondo
Arredondo is een gemeente en plaats in de Spaanse provincie en regio Cantabrië met een oppervlakte van 47,1 km². In 2007 telde Arredondo 569 inwoners. Het dorp Arredondo ligt op de plek waar de rivier Bustablado in de rivier de Asón stroomt.

## Demografische ontwikkeling
Bron: INE, 1857-2011: volkstellingen